# Sozialversicherungsnummer in Frankreich
Die Sozialversicherungsnummer in Frankreich (frz. meist, auch im behördlichen Schriftverkehr, mit der generischen Bezeichnung Numéro de sécurité sociale benannt, offiziell jedoch Numéro d’inscription au répertoire des personnes physiques, d. h. Registriernummer im Verzeichnis der natürlichen Personen, abgekürzt NIR oder NIRPP) ist ein Personenkennzeichen in Form eines 15-stelligen Codes. Jeder in Frankreich geborenen oder sozialversicherungspflichtigen Person wird vom Staat eine solche Nummer zugewiesen.
Anders als ihr gebräuchlicher Name suggeriert, wird die Nummer weder von den Sozialversicherungsträgern vergeben und verwaltet noch ist ihre Benutzung auf Sozialversicherungsangelegenheiten beschränkt.

## Geschichte
Die heute als NIR bezeichnete und als Sozialversicherungsnummer bekannte Personenkennzahl wurde im Jahr 1941 auf Betreiben des Armeeoffiziers René Carmille vom Vichy-Regime zum Zweck einer heimlichen, d. h. von Deutschland unbemerkten, Wehrerfassung eingeführt. Nach der militärischen Niederlage Frankreichs gegen Deutschland 1940 im Westfeldzug war im Waffenstillstand von Compiègne die Größe der französischen Armee auf 100 000 Mann begrenzt worden; zudem waren die Wehrerfassungseinrichtungen der französischen Armee aufgelöst und ihre Archive vernichtet worden. Carmille, der bereits seit Anfang der 1930er Jahre den Einsatz der maschinellen Datenverarbeitung mittels Lochkartentechnik in der staatlichen Verwaltung propagiert hatte, erwirkte die Gründung eines demographischen Dienstes, der seinen Sitz im unbesetzten Lyon hatte und als Vorgänger der heutigen französischen Statistikbehörde INSEE im Juli 1941 eine generelle Erfassung der arbeitsfähigen Bevölkerung in der unbesetzten Zone durchführte, die auf Daten der Standesämter beruhte und mithilfe von Lochkartensystemen des Herstellers Bull durchgeführt wurde. Für diese Zählung wurde die heute als NIR bezeichnete, zunächst 13-stellige Personenkennzahl entwickelt und zum ersten Mal benutzt.
Nach dem Krieg wurde die Nummer von der neu gegründeten Sozialversicherung zur Identifikation der Versicherten übernommen.
Im Jahr 1973 wurde die Verwaltung des Personenregisters RNIPP und damit der NIR auf die elektronische Datenverarbeitung umgestellt. Im Zuge dieser Umstellung kam eine zweistellige Prüfzahl hinzu, wodurch die NIR 15-stellig wurde. Das mit dem Akronym SAFARI bezeichnete Umstellungsprojekt sollte letztlich die Benutzung der NIR zur Personenidentifikation auf alle französischen Behörden und Verwaltungsinstanzen ausweiten. Dieses Ziel wurde rasch zum Ziel massiver Kritik der Öffentlichkeit wegen der offensichtlichen Möglichkeiten zum Missbrauch solcherart weitreichend vernetzter Personendaten. Die Bezeichnung SAFARI erwies sich in diesem Zusammenhang als unglücklich gewählt, denn die Zeitung Le Monde machte daraus die wortspielhafte Schlagzeile „Safari ou la chasse aux Français“ (Safari oder die Jagd auf die Franzosen), welche die allgemeine Kritik in ein griffiges Schlagwort fasste. Letztlich wurde entgegen den ursprünglichen Zielen die Verwendung der NIR auf wenige Behörden begrenzt und streng reglementiert. Das Projekt SAFARI war auch maßgeblicher Auslöser für das 1978 verabschiedete französische Datenschutzgesetz (Loi informatique et libertés) und die Schaffung der Datenschutzbehörde CNIL, die seither die Nutzung der NIR überwacht.

## Verwaltung und Vergabe
Die NIR und das nationale Verzeichnis zur Identifikation natürlicher Personen (Répertoire national d’identification des personnes physiques, RNIPP), aus dessen Bestand die Nummern erzeugt werden, werden vom staatlichen Statistikamt INSEE verwaltet. Das INSEE konstituiert den Datenbestand aus Zivilstandsinformationen, die ihm von den Standesämtern mitgeteilt werden. Jeder in Frankreich geborenen Person wird automatisch eine NIR zugewiesen.
Im Ausland geborene Personen bekommen eine NIR, indem sie selbst oder ihr Arbeitgeber bei einer die NIR nutzenden Behörde, zum Beispiel bei der Kranken- oder Rentenversicherung aus Anlass einer neu eingetretenen Sozialversicherungspflicht, unter Vorlage eines Identitätsnachweises und eines Zivilstandsdokuments die Zuteilung einer Nummer beantragen.

## Verwendung
Die Nutzung der NIR ist nur einem streng definierten Kreis von Behörden gestattet. Jede Verwendung muss autorisiert sein durch den Conseil d’État, der zuvor die Meinung der Datenschutzbehörde CNIL einholen muss.

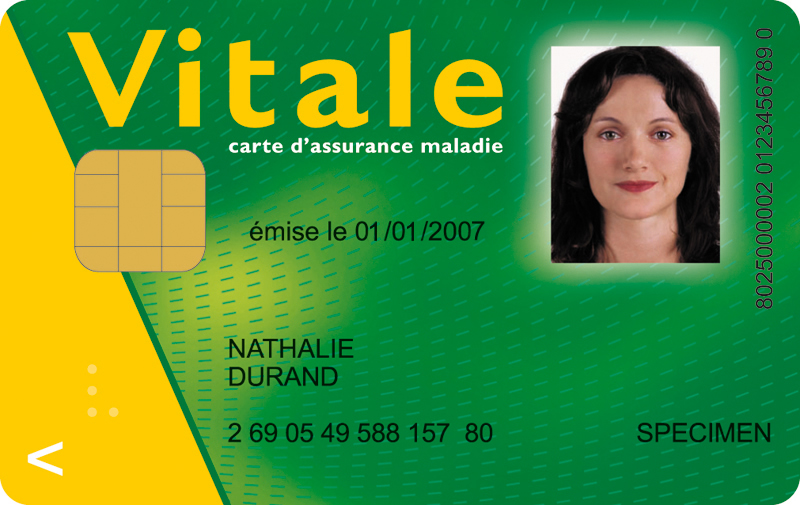
Carte Vitale, Sozialversicherungsnummer unten stehend

Die NIR wird unter anderem verwendet von der gesetzlichen Krankenversicherung, den privaten Zusatzkrankenversicherungen (Mutuelles), den Arbeitsämtern, der Rentenversicherung und der Familienkasse CAF, die Leistungen wie Kinder- und Wohngeld zahlt. Auf der elektronischen Krankenversicherungskarte Carte Vitale ist die Nummer zusammen mit dem Namen des Karteninhabers abgedruckt.
Arbeitgeber sowie Anbieter von erstattungsfähigen medizinischen Dienstleistungen wie Ärzte, Apotheker und Krankenhäuser verwenden die NIR zur Abwicklung der Formalitäten mit den Sozialversicherungen, dürfen sie aber nicht für andere Verwaltungszwecke nutzen (zum Beispiel intern als Personalnummer im Betrieb oder zur Organisation der Krankenbetreuung).
Die CNIL erkennt die Notwendigkeit einer Nutzung der NIR und des RNIPP in allen Bereichen der Sozialversicherung an, hat sich jedoch wiederholt gegen eine beliebige Ausweitung oder Verallgemeinerung der Nutzung auf andere Behörden ausgesprochen. So ersetzten 1992 das Bildungsministerium und die ihm unterstellte staatliche Schulbehörde Éducation nationale nach Beanstandung durch die CNIL die bis dahin von ihnen genutzte NIR durch eine eigene, interne Personenkennziffer.
Die Finanzämter hingegen sind seit 1999 berechtigt, die NIR und das RNIPP zu nutzen, obwohl sie bereits andere, interne Identifikationsnummern verwendeten.

## Struktur
Die NIR ist eine 15-stellige, im Prinzip alphanumerische, in den meisten Fällen aber rein numerische Nummer. Die ersten 13 Stellen enthalten Informationen zur Person. Die beiden letzten Ziffern sind eine Prüfzahl, die bisweilen auch weggelassen wird.
Die Struktur im Einzelnen ist wie folgt:
```
G JJ MM IIIII NNN PP
```

- G: Geschlecht (1: männlich; 2: weiblich);
- JJ: Die zwei letzten Ziffern des Geburtsjahres (z. B. „13“ für 1913 oder 2013);
- MM: Geburtsmonat (z. B. „08“ für August);
- IIIII: Code INSEE des Geburtsortes oder, falls Geburt im Ausland, des Geburtslandes;
- NNN: Laufende Nummer;
- PP: Prüfsumme: Komplement zu 97 des Rests einer Division der Zahl, die sich aus den vorangehenden Ziffern ergibt, durch 97.

Beispiel: Eine im Mai 1957 in Bordeaux geborene Frau könnte folgende Sozialversicherungsnummer haben:
```
2 57 05 33063 999 03
a b  c  d     e   f
```

- a: Geschlecht: weiblich
- b: Letzte zwei Ziffern des Geburtsjahres: 57
- c: Geburtsmonat: Mai
- d: Code INSEE des Geburtsortes: Bordeaux
- e: Lfd. Nummer (hier angenommen: 999)
- f: Prüfziffer = 97 − (2 570 533 063 999 modulo 97)